# Rùa khổng lồ Aldabra

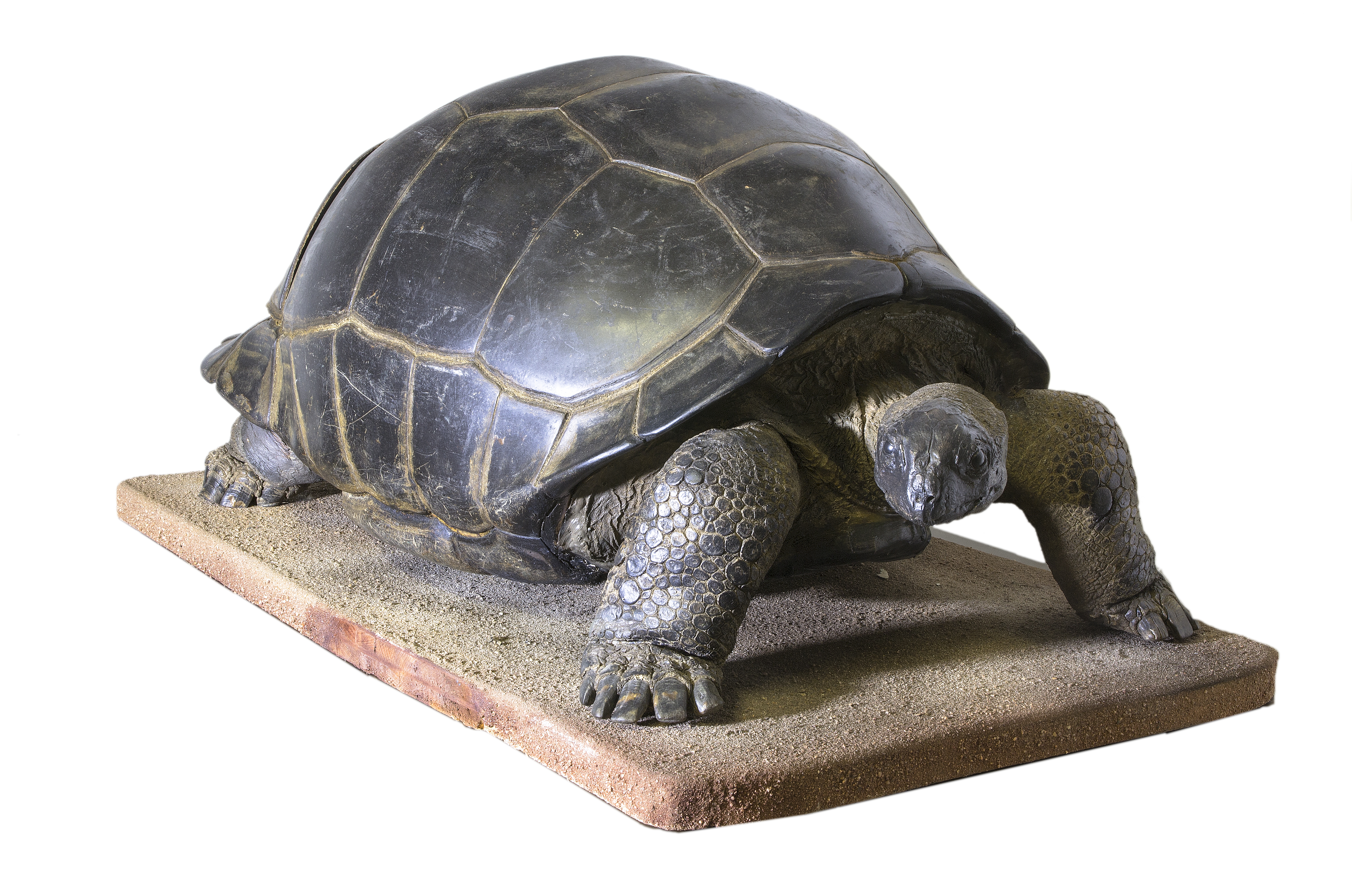
Aldabrachelys gigantea

Rùa khổng lồ Aldabra (danh pháp hai phần: Aldabrachelys gigantea) là một trong những loài rùa cạn lớn nhất trên thế giới. Cái mai màu nâu có dáng cao, hình mái vòm. Chúng có chân phủ vảy chắc nịch, nặng nề để nâng đỡ cơ thể. Cổ rùa khổng lồ Aldabra rất dài, để giúp con vật vươn tới các nhánh cây cách mặt đất tới một mét làm thức ăn. Có kích thước tương tự như loài rùa Galápagos nổi tiếng, mai rùa khổng lồ Aldabra có thể đạt chiều dài 120 cm (47 in) với khối lượng 250 kg (550 lb). Con cái thường nhỏ hơn con đực, một mẫu vật trung bình dài 90 cm (35 in) và nặng 150 kg (330 lb).

## Phân loại
Bốn phân loài hiện đang được công nhận:
- A. g. gigantea Schweigger 1812:327,[3] đảo Aldabra, Seychelles.
- A. g. arnoldi Bour 1982:118,[8] đảo Mahé, Seychelles (nay tuyệt chủng trong tự nhiên)
- A. g. daudinii Duméril and Bibron 1835:123,[4] đảo Mahé, Seychelles (tuyệt chủng năm 1850)[2]
- A. g. hololissa Günther 1877:39,[5] các đảo Cerf, Cousine, Frégate, Mahé, Praslin, Round, và Silhouette; Seychelles (nay tuyệt chủng trong tự nhiên)